# 追风筝的人 (电影)
《追风筝的人》（英語：The Kite Runner，又译《追风筝的孩子》）是一部2007年首映的美國劇情片，由马克·福斯特导演，故事是根據卡勒德·胡赛尼写作的一篇同名小说改编的。

## 故事簡介
在七十年代的阿富汗，十二歲的富家子阿米爾和僕人哈山情如兄弟，最愛一起放風箏和分享有趣的故事。然而，這對好友卻因為一宗可怕的暴力事件（性侵事件），從此變成陌路人。不久，蘇聯入侵阿富汗，阿米爾隨父親逃往美國。轉眼間二十多年過去，阿米爾不時感到有愧於哈山，經常被罪疚感纏繞。這時一通來自遠方的電話，令他決定冒險回到塔利班政權下的故鄉，勇敢面對自己的過錯並為之贖罪，希望可以為童年好友盡最後一點力，卻發現了一個父親埋藏多年的秘密…

## 拍摄过程
片中的故事发生于阿富汗，但基于安全考虑，电影大部分情节都在中国新疆喀什拍摄。小演员都是从阿富汗找的。因为剧情中的性侵犯在阿富汗十分敏感，因此在阿富汗禁止播影，而扮演小哈桑的演员阿罕卖德·汗·马米扎德的父亲担心其安全，阿罕卖德也说他的朋友都认为他本人被强奸了，雖然在該鏡頭中找了替身。由於安全理由，拍摄後四名小演員都搬到阿拉伯聯合大公國生活，連同一名家長陪同，由電影公司派拉蒙負責所有生活費，直至他們成年。

## 电影和小说情节的区别
- 小说中阿米尔作为第一人称更多讲述了自己的心理活动。
- 小说中说哈桑有兔唇，而电影里没有说明。
- 电影中哈桑被性侵的描写更明确一些。
- 电影中，同样的小阿米尔演员演出逃往巴基斯坦的故事，显得和前面斗风筝的事情相距不远；小说中两件事相差4年多。
- 小说中阿瑟夫告诉手下如果阿米尔获胜让他走；电影中阿米尔和索赫拉博是在阿瑟夫手下的追逐中破窗而逃。
- 电影中没有阿米尔出版自己作品遇到困难的描写。
- 电影中对阿米尔和萨拉雅不孕的描写非常简略。
- 电影中没有描述阿米尔无法证明索赫拉博是孤儿，而无法取得美国签证，从而收养索赫拉博。同样索赫拉博因此想要自杀也没有提及。

## 获奖
该电影获得2008年第65屆金球獎最佳原创音乐和最佳外语片提名，以及第80屆奧斯卡金像獎最佳原创音乐提名。